# Rail-2-Sea
Rail-2-Sea je projekt Iniciativy Trojmoří (3SI), který předpokládá rozvoj a modernizaci 3 663 kilometrů dlouhé železniční trati spojující polský přístav u Baltského moře Gdaňsk s rumunským černomořským přístavem Constanța. Tato železnice by procházela Rumunskem, Maďarskem, Slovenskem a Polskem. Cílem je zlepšit infrastrukturu těchto zemí, i když železnice bude mít také civilní a vojenské využití. Všechny tyto země jsou členy Evropské unie (EU) a NATO a zejména Polsko a Rumunsko jsou blízkými spojenci Spojených států amerických v regionu, a proto tato země vyjádřila projektu podporu.
V Rumunsku bude mít tato železnice 3 větve: Severní A (prochází například Kluží, Segešvárem a Brašovem), Severní B (prochází například Aradem, Devou, Albou Iuliou, Segešvárem a Brašovem) a Jižní (prochází například Temešvárem, Caransebeșem, Oršavou a Craiovou). Všechny tyto větve začínají na rumunské hranici s Maďarskem a procházejí Bukureští a nakonec Constanțou. Podle oficiálních stránek 3SI bude projekt Rail-2-Sea dokončen do roku 2029.